# Бобрик, Борис Фёдорович
Борис Фёдорович Бобрик (11 июля 1933, Аксёново, Башкирская АССР — 21 июля 2013) — генеральный директор акционерного общества «Востокнефтепроводстрой» (1994—2003), народный депутат СССР.

## Биография
В 1952 г. окончил Уфимский коммунально-строительный техникум, в 1983 г. — Башкирский сельскохозяйственный институт.
Трудовую деятельность начал в 1956 г. в строительном управлении треста «Востокнефтепроводстрой»: техник, начальник участка, начальник управления, начальник СУ,
- 1979—1994 гг. — управляющий трестом,
- 1994—2003 гг. — генеральный директор ОАО «Востокнефтепроводстрой».

Принимал участие в строительстве магистральных трубопроводов «Средняя Азия — Центр», «Уренгой — Центр», «Уренгой — Помары — Ужгород», «Бухара — Урал», «Ямбург — Поволжье» и в газификации 36 районов Башкирии.
Избирался народным депутатом СССР (1989—1991), был членом Комитета Верховного Совета СССР по вопросам развития промышленности, энергетики, техники и технологии; в 1995 г. был избран депутатом Палаты Представителей Государственного Собрания Республики Башкортостан первого созыва.

## Награды и звания
- орден Ленина
- два ордена Трудового Красного Знамени
- медали
- Заслуженный работник Министерства газовой и нефтяной промышленности СССР
- Заслуженный работник Министерства нефтегазстроя СССР
- Заслуженный работник Министерства топливно-энергетической промышленности Российской Федерации
- Заслуженный строитель Башкирской АССР
- Почётные грамоты Президиума Верховного Совета Республики Башкортостан, Республики Башкортостан.